# Kazimierz Laskowski
Kazimierz Laskowski (født 7. november 1899 i Troitsk, død 20. oktober 1961 i Warszawa) var en polsk fægter, som deltog i OL 1928 i Amsterdam. 
Laskowski var med på det polske hold i sabelfægtning ved OL 1928 sammen med Tadeusz Friedrich, Adam Papée, Władysław Segda, Aleksander Małecki og Jerzy Zabielski. Polakkerne indledte med at deres førsterundepulje (delt sammen med Ungarn) og gik dermed videre til semifinalerne. Her tabte de ganske vist 0-16 til Italien, men vandt derpå deres to andre kampe, og dermed kom de med i finalepuljen. Her talte kampen mod Italien fra semifinalen og derudover blev det til nederlag til Ungarn, men sejr over Tyskland, hvorpå det blev til polsk bronze, mens Ungarn fik guld og Italien sølv.
Laskowski var desuden med til at vinde VM-bronze i 1930, ligeledes i sabel for hold.